# Cand.it.
Cand.it, en forkortelse for candidatus/candidata informations technologi (engelsk: Master of Science in Information Technology), er betegnelsen for en person, der er indehaver af en kandidatgrad i informationsteknologi inden for en lang række faglige specialiseringer.
Ligesom selve begrebet informationsteknologi er meget bredt dækkende, er cand.it lige så. Det vil sige, graden cand.it kan dække over mange forskellige aspekter af informationsteknologien, lige fra de mere naturvidenskabelige og datalogiske aspekter over de samfundsvidenskabelige til de humanistiske. Uddannelserne kan tages både med en bachelor fra instituttet, men også med en bachelor indenfor et andet fag, hvilket giver studerende fra filosofi, musik eller en anden bachelor mulighed for at få en informationsteknologisk kandidatgrad. En linjebetegnelse anvendes normalt til at beskrive aspekterne, den konkrete grad dækker over, eksempelvis "cand.it i Digital design " eller "cand.it, Softwareudvikling og -teknologi"
Kandidatgraden i informationsteknologi kan opnås via flere forskellige uddannelsesinstitutioner rundt om i landet. Herunder gælder blandt andet: IT-Universitetet i København, og det vestdanske uddannelses- og forskningssamarbejde it-vest, der består af Aalborg Universitet, Aarhus Universitet og Syddansk Universitet.

## Specaliseringer
Et udpluk af de forskellige cand.it linjer er følgende:
- "Digital design og kommunikation", ITU. Primært en humanistisk tilgang til it med nøgleord som interaktionsdesign, formidling og design, konceptudvikling og digital retorik
- "E-business", ITU. Primært en merkantil tilgang til it med nøgleord som erhvervsinnovation, knowledge management, økonomi og informationsteknologi, it-projektledelse, menneske og teknologi, it-sikkerhed og it- og Internet-jura
- "Softwareudvikling og -teknologi", ITU. Primært en naturvidenskabelig/datalogisk tilgang med nøgleord som programming, algoritmik, computerarkitektur og -netværk, softwaremodellering og -design og databasesystemer.
- "Games", ITU.
- "Interaktive Digitale Medier" Aalborg Universitet. En tværfaglig tilgang til informationsteknologi og medievidenskab, hvor nøgleord som "interaktionsdesign", "konceptudvikling", "innovation", "projektledelse" og "interaktiv dramaturgi" er i højsædet.
- "Informationsarkitektur" Aalborg Universitet. En tilgang til informationsteknologi, der i høj grad betoner videnskaben i hvordan data repræsenteres og struktureres ud fra nøgleord som "formalisering", "logik", "persuasive design" og "information ecology".
- "Oplevelsesdesign* Aalborg Universitet. En tilgang til informationsteknologi, der i høj grad placerer sig mellem digitalt design og kommunikation, som en hybrid med særligt fokus på design og ledelse af kreative processer indenfor den voksende oplevelsesøkonomi.
- Cand.it - It, kommunikation og organisation på Aarhus Universitet under Institut for Virksomhedsledelse og Institut for Forretningsudvikling og Teknologi, Aarhus BSS.
- Informationsvidenskab, Digital design og Audiodesign følges på Aarhus Universitet, under Institut for Informations- og Medievidenskab
- "Webkommunikation" læses på Syddansk Universitet i Kolding under Institut for Design og Kommunikation. Her fokuseres der på hvordan informationsteknologi kan bruges i relation til kommunikation, videndeling og formidling.
- "Information Studies" [1] Aalborg Universitet. De overordnede fokusområder på kandidatuddannelsen er design, udvikling og evaluering af IT systemer med særlig fokus på samspillet mellem mennesker og IT systemer. Her er nøgleordene "menneske-computer-interaktion" ( human-computer interaction (en)), "kvalitativ og kvantitativ dataanalyse af brugertests og eksperimenter", "kunstig intelligens", samt "design og evaluering af brugergrænseflader" (interface) rettet mod "brugeroplevelse" (User experience). Denne uddannelse er kun udbudt på engelsk.